# Rotbürzelspecht
Der Rotbürzelspecht (Picus erythropygius) ist eine Vogelart aus der Familie der Spechte (Picidae). Die mittelgroße Spechtart besiedelt Teile Südostasiens und bewohnt Laubwälder und offenes Buschland. Über die Lebensweise gibt es kaum Angaben. Die in der oberen und der unteren Baumschicht sowie auf dem Boden gesuchte Nahrung besteht, soweit bekannt, wohl vor allem aus Termiten, außerdem werden auch Ameisen und andere Wirbellose verzehrt. 
Die Art gilt als selten bis wenig häufig, der Bestand wird jedoch als stabil eingeschätzt und wesentliche Gefährdungsfaktoren sind nicht erkennbar. Der Rotbürzelspecht wird von der IUCN daher als ungefährdet („least concern“) eingestuft.

## Beschreibung
Der Rotbürzelspecht ähnelt dem in Mitteleuropa heimischen Grünspecht im Habitus und bezüglich der grünen Oberflügel, die übrige Färbung weicht jedoch stark ab. Es sind mittelgroße Spechte ohne erkennbare Federhaube, einem steifen, langen Schwanz und einem recht kurzen, punktförmig zugespitzten und an der Basis schmalen Schnabel. Der Schnabelfirst ist leicht nach unten gebogen. Die Körperlänge beträgt etwa 33 cm, das Gewicht 100–135 g. Sie sind damit etwa so groß wie ein Grünspecht, aber deutlich leichter. Die Art zeigt hinsichtlich der Färbung einen nicht sehr auffallenden Geschlechtsdimorphismus.
Bei Männchen der Nominatform ist der gesamte Rücken gelbgrün. Der Bürzel und die mittleren Oberschwanzdecken sind leuchtend rot, die übrigen Oberschwanzdecken olivgrün mit undeutlichen schwarzen Schaftstrichen. Die Oberflügeldecken sind überwiegend dunkler Grün als der Rücken, die Schirmfedern noch dunkler schwärzlich grün. Die Handdecken sind wie die Schwingen schwärzlich; letztere zeigen fünf bis sechs recht breite weiße Binden, die auf den Außenfahnen der Handschwingen schmaler sind. Die Schwanzoberseite ist schwärzlich, die mittleren Steuerfedern weisen grüne Säume und an der Basis undeutliche helle Binden auf. Die obere Brust ist leuchtend gelb, die untere Brust bräunlich weiß mit feinen pfeilspitzenartigen Zeichnungen. Zum Bauch hin und an den Flanken wird die Grundfarbe heller und mehr weißlich, die pfeilspitzenartige oder auch bandartige Zeichnung ist kräftiger braun oder schwärzlich. Die Unterschwanzdecken sind auf weißem Grund kräftig dunkelbraun gebändert. Die Unterflügel sind weiß oder schmutzig weiß, die Schwingen schwärzlich gebändert. Der Unterschwanz ist etwas heller als der Oberschwanz.
Kopf und Nacken sind schwarz, nur in der Mitte des Oberkopfes befindet sich ein roter Fleck, der manchmal bis zum oberen Augenrand ausgedehnt ist. Einige Individuen zeigen einen schmalen weißen Überaugenstreif vom oberen Augenrand bis zur Hinterkante der Ohrdecken. Halsseiten, Kinn und Kehle sind wie die Brust scharf abgesetzt leuchtend gelb. 
Der Oberschnabel ist grau hornfarben bis olivgelb, die Spitze ist dunkler. Beine und Zehen sind hellgrau bis graugrün. Die Iris ist sehr hell weißlich bis zitronengelb, der schmale Augenring ist schiefergrau.
Beim Weibchen fehlt der rote Fleck auf dem Oberkopf; diese Partie ist wie der übrige Kopf schwarz.

## Lautäußerungen
Der häufigste Ruf ist laut und zweisilbig. Bekannt ist außerdem ein charakteristisches auf- und absteigendes, jammerndes Lachen wie „ka-tek-a-tek-a-tek-a-tek“ oder „tschä-tschä-tschä, tschä-tschä-tschä“, das schnell wiederholt und immer auf dem ersten Laut betont wird. Ob die Tiere trommeln, ist bisher offenbar nicht bekannt.

## Systematik
Winkler et al. erkennen zwei sehr wenig differenzierte Unterarten an:
- Picus erythropygius erythropygius  (Elliot, 1865) – Das Areal der Nominatform umfasst den Osten des Verbreitungsgebietes und reicht nach Westen bis Thailand.
- Picus erythropygius nigrigenis  (Hume, 1874)  – Myanmar und Westen Thailands. Wie Nominatform, aber mit schwärzlichem Schnabel; bei Männchen ist der rote Oberkopffleck häufig ausgedehnter.

## Verbreitung und Lebensraum
Diese Spechtart besiedelt Teile Südostasiens. Das stark zergliederte Verbreitungsgebiet reicht in West-Ost-Richtung vom Nordwesten Myanmars bis in den Südosten Vietnams, in Nord-Süd-Richtung vom Nordwesten bis in den Süden Myanmars und vom Norden Thailands über die südlichen Hälften von Laos und Kambodscha bis in den Süden Vietnams. Die Größe des Gesamtverbreitungsgebietes ist nicht genau bekannt.
Rotbürzelspechte bewohnen Laubwälder, insbesondere trockene Dipterocarpaceenwälder sowie offenes Buschland. Der Art kommt im Norden Thailands und in Vietnam von Meereshöhe bis in 900 m Höhe vor, ist aber unterhalb 600 m häufiger.

## Lebensweise
Die scheue Art wird meist in recht lautfreudigen kleinen Gruppen von zwei bis sechs Individuen angetroffen, die häufig mit Hähern oder Baumelstern (Gattungen Dendrocitta und Crypsirina) vergesellschaftet sind. Die in der oberen und der unteren Baumschicht sowie auf dem Boden gesuchte Nahrung besteht, soweit bekannt, wohl vor allem aus Termiten, außerdem werden auch Ameisen und andere Wirbellose verzehrt. 
Die Brutzeit dürfte sich von Februar bis Juni erstrecken, weitere Angaben zur Brutbiologie liegen bisher nicht vor.

## Bestand und Gefährdung
Angaben zur Größe des Weltbestandes sind nicht verfügbar. Die Art gilt als selten bis wenig häufig, der Bestand wird jedoch als stabil eingeschätzt und wesentliche Gefährdungsfaktoren sind nicht erkennbar. Der Rotbürzelspecht wird von der IUCN daher als ungefährdet („least concern“) eingestuft.

## Etymologie und Forschungsgeschichte
Die Erstbeschreibung des Rotbürzelspechts erfolgte 1865 durch Daniel Giraud Elliot unter dem wissenschaftlichen Namen Gecinus erythropygius. Das Typusexemplar wurde von Louis Rodolphe Germain (1827–1912) gesammelt. 1758 führte Carl von Linné die Gattung Picus ein. Der Name geht auf Picus aus der römischen Mythologie zurück. Der Artname erythropygius ist ein griechisches Wortgebilde  aus »erythros  ερυθρος« für »rot« und »-pugios, pugē -πυγιος, πυγη« für »-steißig, Steiß, Bürzel«.